# Medalha Morningside
A Medalha Morningside de Matemática é concedida a matemáticos excepcionais de ascendência chinesa com idade inferior a 45 anos por suas conquistas seminais em matemática pura ou aplicada. Os ganhadores da Medalha Morningside de Matemática são tradicionalmente anunciados na cerimônia de abertura do Congresso Internacional de Matemáticos Chineses, que acontece trianualmente. Cada medalhista Morningside recebe um certificado, uma medalha e uma quantia em dinheiro de US$ 25.000 por uma medalha de ouro e US$ 10.000 por uma medalha de prata.

## Medalhistas ouro
| Ano  | Medalhistss                                      | Instituição |
| ---- | ------------------------------------------------ | --- |
| 1998 | Chang-Shou Lin Shou-Wu Zhang                     | National Chung Cheng University Universidade Columbia                                                             |
| 2001 | Jun Li Horng-Tzer Yau                            | Universidade Stanford Universidade de Nova Iorque                                                                 |
| 2004 | Yizhao Hou Kefeng Liu Zhouping Xin Zhiliang Ying | Instituto de Tecnologia da Califórnia Zhejiang University Universidade Chinesa de Hong Kong Universidade Columbia |
| 2007 | Jianqing Fan Xu-Jia Wang                         | Universidade de Princeton Universidade Nacional da Austrália                                                      |
| 2010 | Mu-Tao Wang Sijue Wu Jun S. Liu                  | Universidade Columbia Universidade de Michigan Universidade Harvard                                               |
| 2013 | Xuhua He Tian Ye Xianfeng Gu                     | Universidade de Ciência e Tecnologia de Hong Kong Academia Chinesa de Ciências Stony Brook University             |
| 2016 | Wei Zhang Si Li Wotao Yin                        | Universidade Columbia Universidade Tsinghua Universidade da Califórnia em Los Angeles                             |

## Medalhistas prata
| Ano  | Medalhistas                                                                   | Instituição |
| ---- | ----------------------------------------------------------------------------- | --- |
| 1998 | Raymond Chan Chong-Qing Cheng Kefeng Liu Tong Yang                            | Universidade Chinesa de Hong Kong Universidade de Nanquim Universidade da Califórnia em Los Angeles Universidade da Cidade de Hong Kong       |
| 2001 | Daqing Wan Chin-Lung Wang Sijue Wu Nanhua Xi                                  | Universidade da Califórnia em Irvine Universidade Tsinghua Universidade de Maryland Academia Chinesa de Ciências                              |
| 2004 | Jinyi Cai Aiko Liu Zhu Xiping                                                 | Universidade de Wisconsin-Madison Universidade da Califórnia em Berkeley Universidade Sun Yat-sen                                             |
| 2007 | Chiu-Chu Melissa Liu Lizhen Ji Shi Jin Chiun-Chuan Chen Tian Ye               | Universidade Columbia Universidade de Michigan Universidade de Wisconsin-Madison Universidade Nacional de Taiwan Academia Chinesa de Ciências |
| 2010 | Jungkai Alfred Chen e Meng Chen Jixiang Fu Juncheng Wei                       | Universidade Nacional de Taiwan e Universidade Fudan Universidade Chinesa de Hong Kong                                                        |
| 2013 | Chieh-Yu Chang Xiaoqing Li Hao Xu Tai-Peng Tsai                               | National Tsing Hua University Universidade de Buffalo Universidade Harvard Universidade da Colúmbia Britânica                                 |
| 2016 | Bing-Long Chen Kai-Wen Lan Ronald Lok Ming Lui Jun Yin Lexing Ying Zhiwei Yun | Universidade Sun Yat-sen Universidade de Minnesota Universidade Chinesa de Hong Kong Universidade de Wisconsin-Madison Universidade Stanford  |